# Petter Brenna
Petter Brenna (Bærum, 27 luglio 1986) è un ex sciatore alpino norvegese.

## Biografia
Petter Brenna, originario di Rykkinn di Bærum, ha esordito nel Circo bianco il 24 novembre 2001 disputando uno slalom gigante valido come gara FIS a Bjorli giungendo 65º. Due anni dopo, il 4 dicembre 2003, ha debuttato in Coppa Europa a Ål partecipando a uno slalom gigante, senza riuscire a qualificarsi per la seconda manche; al 9 marzo 2007 risale invece il suo esordio in Coppa del Mondo, nella supercombinata di Lillehammer Kvitfjell che Brenna non ha comunque portato a termine. La sua ultima gara nel massimo circuito internazionale è stato lo slalom speciale di Garmisch-Partenkirchen del 9 febbraio 2008, che Brenna non ha completato.
Il 2 dicembre 2008 ha esordito in Nor-Am Cup nello slalom speciale di Loveland, non concluso da Brenna; poco più di un mese dopo però, il 6 gennaio 2009, ha vinto la sua prima gara in Nor-Am Cup, uno slalom gigante disputato a Sunday River negli Stati Uniti, successo che è stato anche il suo primo podio in quel circuito continentale. Si è ritirato nella stagione 2012-2013; la sua ultima gara in carriera è stato lo slalom speciale FIS disputato a La Crosse il 10 febbraio, chiuso da Brenna al 4º posto. In carriera non ha preso parte né a rassegne olimpiche né iridate.

## Palmarès

### Coppa Europa
- Miglior piazzamento in classifica generale: 132º nel 2008

### Nor-Am Cup
- Miglior piazzamento in classifica generale: 11º nel 2010
- 6 podi:
  - 2 vittorie
  - 2 secondi posti
  - 2 terzi posti

#### Nor-Am Cup - vittorie
| Data           | Località     | Paese       | Specialità |
| -------------- | ------------ | ----------- | ---------- |
| 6 gennaio 2009 | Sunday River | Stati Uniti | GS         |
| 5 gennaio 2010 | Sunday River | Stati Uniti | SL         |

Legenda:

GS = slalom gigante

SL = slalom speciale

### Campionati norvegesi
- 1 medaglia[1]:
  - 1 oro (supercombinata nel 2008)